# 基本組織系
基本組織系（きほんそしきけい）は植物の組織系の一つ。皮層と葉肉からなる。

## 組織系
植物において、いくつかの組織が、集まって一定の働きをしているものを組織系と呼ぶ。組織系には、分裂組織系（分裂組織）、表皮系または表皮組織系（表皮）、維管束系（木部と師部）、基本組織系（皮層と葉肉）がある。植物体の組織の中で最も多くを占めているのは基本組織系である。なお、組織系を表皮・皮層・中心柱の3つに分けることもある（詳細は中心柱#概説を参照。）。
組織系とは異なる組織分類としてシュートの考え方もある。

## 皮層
皮層は茎や根などにある。柔組織と機械組織からなる。維管束鞘、同化組織、貯蔵組織、分泌組織などからなる柔組織は、主に同化産物の貯蔵や維管束の保護を行い、C4植物の葉では維管束鞘は同化も行う(詳細はC4型光合成を参照。）。厚壁組織、厚角組織、繊維組織などからなる機械組織は、主に植物体の支持や保護を行う。皮層のうち最も内側の層は内皮と呼ばれる（詳細は内皮 (植物)を参照。）。皮層の外側には表皮組織が存在している。茎、枝、幹、根のそれぞれにおいて皮層の構造は異なっている（詳細は根#内部構造を参照。）。

## 葉肉
葉肉は葉などにある。柵状組織や海綿状組織などの柔組織である同化組織からなる。